# 鲍勃·格罗斯
罗伯特·埃德温·格罗斯（英語：Robert Edwin Gross，1953年8月3日—），美国NBA联盟的前职业篮球运动员。他在1975年的NBA选秀中第2轮第25顺位被波特兰开拓者选中。